# Căldăraru (okręg Ilfov)
Căldăraru – wieś w Rumunii, w okręgu Ilfov, w gminie Cernica. W 2011 roku liczyła 1176 mieszkańców.